# Desa Wonolelo (administrativ by i Indonesien, Jawa Tengah, lat -7,50, long 110,39)
Desa Wonolelo är en administrativ by i Indonesien.   Den ligger i provinsen Jawa Tengah, i den västra delen av landet, 400 km öster om huvudstaden Jakarta.